# Парелес, Джон
Джон Парелес (англ. Jon Pareles, род. 25 октября 1953 года, США) — американский журналист, главный музыкальный критик раздела культуры газеты The New York Times.

## Биография
Парелес родился в Коннектикуте. В детстве играл на джазовой флейте и фортепиано, в дальнейшем окончив Йельский университет по специальности «музыка». В 1977 году начал работать музыкальным критиком.

## Карьера
В 1970-х он был помощником редактора журнала Crawdaddy!, где опубликовал свои первые работы (вне школьных очерков), а в 1980-х — помощником редактора Rolling Stone и музыкальным редактором газеты The Village Voice. С 1982 года начал сотрудничать с The Times, где освещает популярную музыку занимаясь рецензиями для раздела культуры этого издания.